# Турбовітрило
Турбовітрило або Ротор Флеттнера  — судновий рушій, який використовує силу вітру на основі ефекту Магнуса. Вдосконалений варіант вітрила. Патент на винахід модернізованого ротора Флеттнера належить французькому винахіднику Ж.-І. Кусто.

## Історія

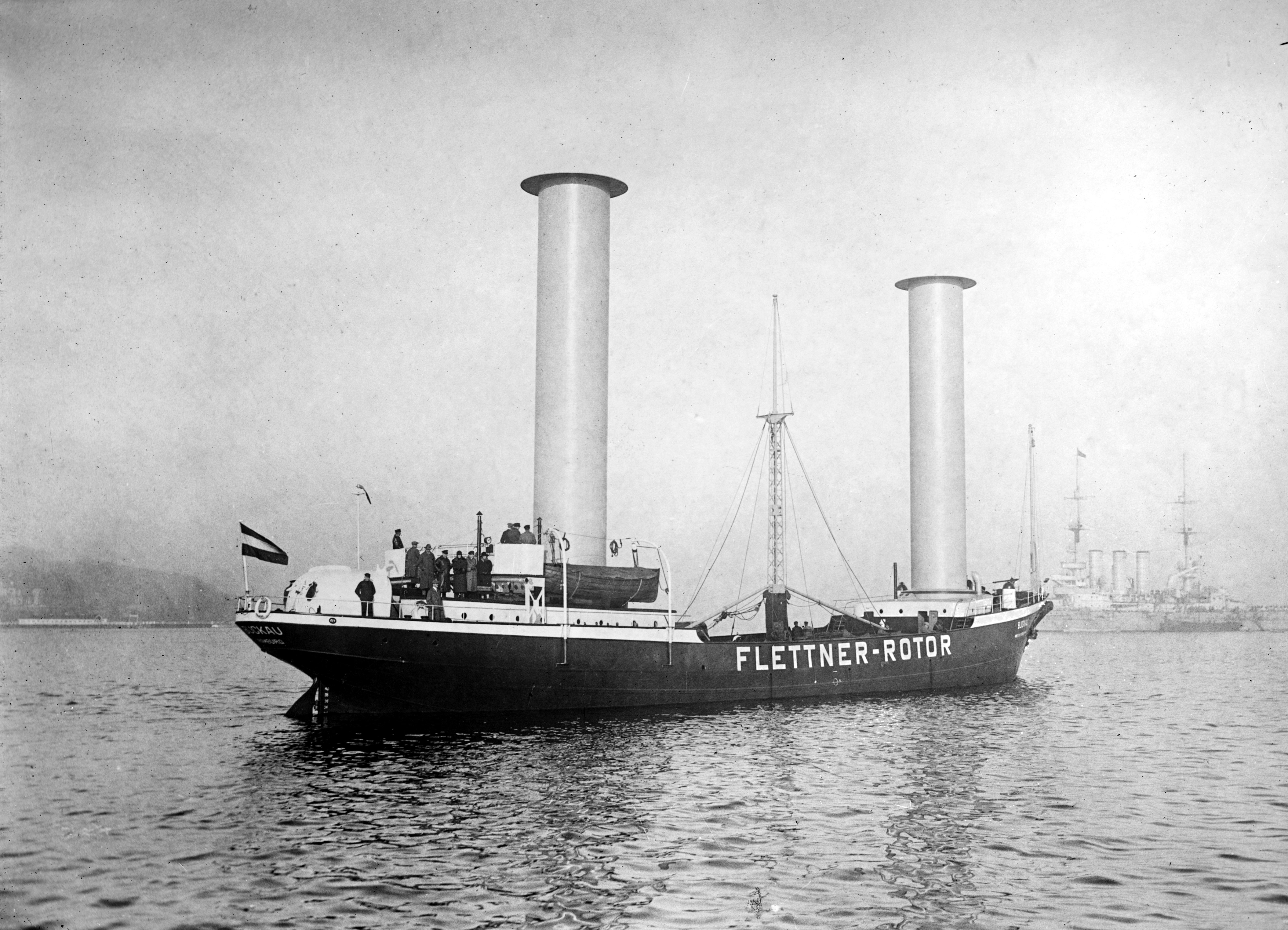
Шхуна «Букау» з роторами Флеттнера

Вперше роторні турбовітрила німецького інженера Антона Флеттнера були успішно випробувані на шхуні «Букау» в 1924 році. У 1980-х роках складнішу конструкцію турбовітрила розробили французькі інженери на чолі з океанологом Ж.-І. Кусто. 1985 року проєкт був успішно реалізований на судні «Алсіон».
Задля зменшення енерговитрат відбуваються дослідження щодо встановлення турбовітрил на танкери, балкери та інші вантажні судна з метою зменшення витрат палива. У проєкті судна «Каліпсо ІІ» передбачене турбовітрило. З 2010 року у Німеччині експлуатується вантажне судно «E-Ship 1» з роторними вітрилами Флеттнера, які відіграють роль допоміжних рушіїв. 
У березні 2017 року данські компанії «Royal Dutch Shell» та «Maersk» оголосили про плани з обладнання роторними вітрилами нафтового танкера завдовжки 245 м та дедвейтом близько 110 000 т. Вітрила 30 м у висоту та 5 м у діаметрі будуть сконструйовані з легких композитних матеріалів на основі вуглецевого волокна. Заплановано, що вітрила будуть встановлені у першій половині 2018 року та протестовані до кінця 2019 року. За оцінками представників компаній, дана технологія дасть змогу економити в середньому до 10 % палива на стандартних маршрутах.

## Аеродинамічні характеристики

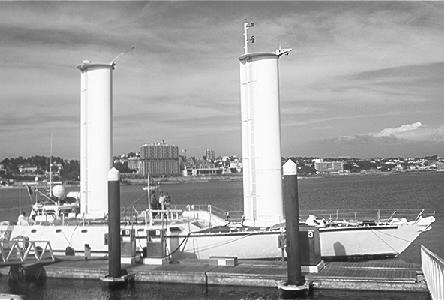
Судно «Алсіон» з турбовітрилами

Ж.-І. Кусто та його помічники, професор Люсьєн Малавар і доктор Бертран Шар'є, використовували циліндр, подібний до димової труби, який діє за принципом крила літака. Основу рушія становить аеродинамічний профіль, вертикальна металева труба перетину, близького до яйцеподібної, з рухомим щитком, який поліпшує аеродинамічний поділ зовнішньої і внутрішньої поверхонь. Насосна система нагнітає в трубу повітря, створюючи з одного боку вітрила необхідне розрідження. Рух здійснюється у напрямку, перпендикулярному тиску. Таким чином, вітрило працює за принципом крила: з одного боку повітря протікає повільніше, ніж з протилежного, створюючи рушійну силу.
Рухома мембрана та система нагнітання повітря, заснована на вентиляторах, підвищили ефективність нового вітрила. Головна особливість турбовітрила, обумовлена його конструкцією, в тому, що завжди можна отримати рушійну силу в попутному напрямку, незалежно від того, куди дме вітер. Судно, обладнане турбовітрилом, може рухатися навіть проти вітру, отримуючи енергію з різниці тисків, яка утворюється завихреннями повітря всередині вітрила і поза ним.